# Vaçe Zela

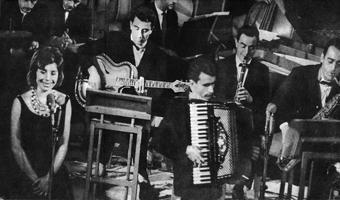
Vaçe Zela (links) in 1972

Vaçe Zela (Lushnjë, 7 april 1939 – Bazel, 6 februari 2014) was een Albanese zangeres. Zij staat vooral bekend omwille van haar deelnames aan het Festivali i Këngës. In 1962 won zij de eerste editie van het festival. Zij is tevens recordhouder met elf overwinningen.
Als eer werd haar in 1973 de Artist i Merituarprijs overhandigd door de communistische leiders van haar land. Op 24 december 2004 kreeg zij de Eer van de Natie van president Alfred Moisiu.
- Gemeinsame Normdatei: 124262724
- International Standard Name Identifier: 0000 0001 1492 5248
- Library of Congress Control Number: no2002081506
- MusicBrainz: 67343621-8ef8-4bfe-89e3-d5e4b51a587e
- Virtual International Authority File: 62476628
- WorldCat: E39PBJqKdVdKHTYdvTFjbF8cT3